# Équipe de Suisse de football à la Coupe du monde 1950
L'équipe de Suisse de football participe à sa troisième Coupe du monde lors de l'édition 1950 qui se tient au Brésil du 24 juin 1950 au 16 juillet 1950. La nation se présente après avoir été quart de finaliste en 1938.
Le tournoi devait réunir seize nations réparties en quatre groupes de quatre équipes au premier tour, le vainqueur de chaque groupe se qualifiant pour la poule finale. Trois nations déclarent forfait et les groupes 3 et 4 ne comptent respectivement que trois et deux équipes. La Suisse, 3e du groupe 1, est éliminée au premier tour.

## Phase qualificative
Le pays est placé dans le groupe 4 de la zone Europe en compagnie de la Belgique et du Luxembourg, les Belges affrontant le vainqueur de la confrontation entre les deux autres nations. Les Suisses battent les Luxembourgeois sur un score cumulé aller-retour de 8-4 puis la Belgique déclare forfait et ainsi la Suisse se qualifie pour la Coupe du monde.

### Premier tour
Lors du premier tour, la Suisse et le Luxembourg se rencontrent en matchs aller et retour pour connaître l'équipe qualifiée pour le second tour.
| 26 juin 1949              | Suisse                                                     | 5 - 2   | Luxembourg             | Stade du Hardturm, Zurich                          |                                                    |
| Historique des rencontres | Maillard 20e · Fatton 30e 41e · Ballaman 48e · Antenen 59e | (3 - 1) | Wagner 3e · Reuter 88e | Spectateurs : 15 000 Arbitrage : Charles Delasalle | Spectateurs : 15 000 Arbitrage : Charles Delasalle |
| Historique des rencontres | détails                                                    |         |                        | Spectateurs : 15 000 Arbitrage : Charles Delasalle | Spectateurs : 15 000 Arbitrage : Charles Delasalle |

| 18 septembre 1949         | Luxembourg              | 2 - 3   | Suisse                                        | Stade municipal, Luxembourg                    |                                                |
| Historique des rencontres | Müller 38e · Kremer 45e | (2 - 1) | Maillard 1re · Oberer 59e · Fatton 75e (pen.) | Spectateurs : 8 000 Arbitrage : Pierre Theunen | Spectateurs : 8 000 Arbitrage : Pierre Theunen |
| Historique des rencontres | détails                 |         |                                               | Spectateurs : 8 000 Arbitrage : Pierre Theunen | Spectateurs : 8 000 Arbitrage : Pierre Theunen |

### Second tour
La Belgique déclare forfait avant le début de la première rencontre, c'est donc la Suisse qui se qualifie pour la phase finale.

## Préparation
| Coupe internationale européenne 1948-1953 | Autriche                                    | 3 - 3   | Suisse                               | Praterstadion, Vienne                             |                                                   |
| 19 mars 1950 · Historique des rencontres  | Ocwirk 11e · Körner 14e · Decker 32e (pen.) | (3 - 1) | 41e Fatton · 51e Tamini · 86e Oberer | Spectateurs : 62 000 Arbitrage : Giovanni Galeati | Spectateurs : 62 000 Arbitrage : Giovanni Galeati |
| 19 mars 1950 · Historique des rencontres  | Rapport                                     |         |                                      | Spectateurs : 62 000 Arbitrage : Giovanni Galeati | Spectateurs : 62 000 Arbitrage : Giovanni Galeati |

| Match amical                                      | Écosse                               | 3 - 1   | Suisse      | Hampden Park, Glasgow                           |                                                 |
| 26 avril 1950 · 15h00 · Historique des rencontres | Bauld 10e · Campbell 38e · Brown 44e | (3 - 1) | 21e Antenen | Spectateurs : 123 751 Arbitrage : George Reader | Spectateurs : 123 751 Arbitrage : George Reader |
| 26 avril 1950 · 15h00 · Historique des rencontres | Rapport                              |         |             | Spectateurs : 123 751 Arbitrage : George Reader | Spectateurs : 123 751 Arbitrage : George Reader |

| Match amical                             | Suisse  | 0 - 4   | Yougoslavie                                                 | Wankdorf, Berne                              |                                              |
| 11 juin 1950 · Historique des rencontres |         | (0 - 3) | 14e Čajkovski · 39e Tomašević · 39e Bobek · 89e Atanacković | Spectateurs : 17 000 Arbitrage : Louis Baert | Spectateurs : 17 000 Arbitrage : Louis Baert |
| 11 juin 1950 · Historique des rencontres | Rapport |         |                                                             | Spectateurs : 17 000 Arbitrage : Louis Baert | Spectateurs : 17 000 Arbitrage : Louis Baert |

## Phase finale

### Effectif
Franco Andreoli est le sélectionneur de la Suisse durant la Coupe du monde.

### Premier tour
| Classement final |             |     |   |   |   |   |    |    |      |
|                  | Équipe      | Pts | J | G | N | P | BP | BC | Diff |
| 1                | Brésil      | 5   | 3 | 2 | 1 | 0 | 8  | 2  | +6   |
| 2                | Yougoslavie | 4   | 3 | 2 | 0 | 1 | 7  | 3  | +4   |
| 3                | Suisse      | 3   | 3 | 1 | 1 | 1 | 4  | 6  | -2   |
| 4                | Mexique     | 0   | 3 | 0 | 0 | 3 | 2  | 10 | -8   |

| 24 juin     | Brésil      | 4 | 0 | Mexique     |
| 25 juin     | Yougoslavie | 3 | 0 | Suisse      |
| 28 juin     | Brésil      | 2 | 2 | Suisse      |
| 29 juin     | Yougoslavie | 4 | 1 | Mexique     |
| 1er juillet | Brésil      | 2 | 0 | Yougoslavie |
| 2 juillet   | Suisse      | 2 | 1 | Mexique     |

| 25 juin 1950                      | Yougoslavie                              | 3 - 0   | Suisse | Stade de l'Indépendance, Belo Horizonte          |                                                  |
| 18:00 · Historique des rencontres | Mitić 59e · Tomašević 70e · Ognjanov 84e | (0 - 0) |        | Spectateurs : 7 336 Arbitrage : Giovanni Galeati | Spectateurs : 7 336 Arbitrage : Giovanni Galeati |
| 18:00 · Historique des rencontres | (Résumé)                                 |         |        | Spectateurs : 7 336 Arbitrage : Giovanni Galeati | Spectateurs : 7 336 Arbitrage : Giovanni Galeati |

| 28 juin 1950                      | Brésil                    | 2 - 2   | Suisse         | Stade du Pacaembu, São Paulo                     |                                                  |
| 15:00 · Historique des rencontres | Alfredo 3e · Baltazar 32e | (2 - 1) | Fatton 17e 88e | Spectateurs : 42 032 Arbitrage : Ramón Azón Romá | Spectateurs : 42 032 Arbitrage : Ramón Azón Romá |
| 15:00 · Historique des rencontres | (Résumé)                  |         |                | Spectateurs : 42 032 Arbitrage : Ramón Azón Romá | Spectateurs : 42 032 Arbitrage : Ramón Azón Romá |

| 2 juillet 1950                    | Mexique     | 1 - 2   | Suisse                  | Stade Ildo-Meneghetti, Porto Alegre         |                                             |
| 15:40 · Historique des rencontres | Casarín 89e | (0 - 2) | Bader 10e · Antenen 44e | Spectateurs : 3 580 Arbitrage : Ivan Eklind | Spectateurs : 3 580 Arbitrage : Ivan Eklind |
| 15:40 · Historique des rencontres | (Résumé)    |         |                         | Spectateurs : 3 580 Arbitrage : Ivan Eklind | Spectateurs : 3 580 Arbitrage : Ivan Eklind |

## Navigation